# كارمين غالو
كارمين غالو (بالإنجليزية: Carmine Gallo)‏ هو صحفي وكاتب أمريكي، ولد في 26 يوليو 1965 في سان خوسيه في الولايات المتحدة.

## وصلات خارجية
- الموقع الرسمي